# Râul Ain
Ain este un râu în partea de centru-est a Franței. Este un afluent al râului Rhône. Izvorăște din departamentul Jura între localitățile Conte și Nerzoy. Are o lungime de 190 km, un debit de 123 m³/s și un bazin de 3.760 km². Se varsă în Rhône la nord de Anthon.